# ماريانا غوميز
ماريانا غوميز (11 يوليو 1990 - ) (بالإسبانية: Mariana Gomez)‏ هي لاعبة كرة يد أوروغوايية.